# マーブルチョコレート
マーブルチョコレートは、株式会社明治が製造・販売している日本初の粒状のチョコレートである。同社の菓子製品のロングセラーである。
また、夏でも売れるチョコを目指し当時日本にはなかった糖衣チョコレートでもある。

## 歴史
1961年に当時の明治製菓が開発し、「七色揃ったかわいいチョコレート」というキャッチフレーズで発売。7つの色のチョコレートとして一躍子供達に爆発的な人気となる。発売当初よりシールをおまけとして付けるなどが話題になった（詳細は後述する）。
また、発売初期のTVCMや広告では、上原ゆかりが演じた「マーブルちゃん」を起用して注目を浴びた。また1989年には一時的であるがティーンエイジ向けに小袋入りパッケージで発売された事もある。
2011年に発売50周年を迎えた。

## 名前の由来
マーブルには大理石という意味のほかに「遊びに使うおはじき」「色のついた変わり玉」という意味がある。マーブルチョコレートの名前はここからつけられたものである。

## おまけシールの変遷
発売当初は鉄腕アトムのシールであった。その後、動物を図柄としたシールや「今日は何の日」のテーマのシール、マーブルわんちゃんシール、都道府県シールを経て現在は世界の旅シリーズのシールである。

## その他
- マーブルチョコレートには標準サイズとは別にジャンボサイズ（110g入り）もある。また、同社の発売するプチアソートに同梱されている。その中には「マーブルいちご」というイチゴ味と通常の「マーブル」の2タイプがあり、袋の両端にパッケージされている。
- 2011年2月15日に、発売50周年および鉄腕アトム生誕60周年を記念して、アニメ第1作放映当時に人気を博したパッケージ5種類を復刻した「鉄腕アトムマーブル」が期間限定で発売された。同パッケージには復刻版のアトムシール（全49種類）がおまけとして入っていた。ただし著作権表示は当時の虫プロダクション（旧虫プロ）ではなく手塚プロダクションであった[1]。

## 主な地域限定品
- 北海道限定メロン風味
- 山形さくらんぼ風味
- 信州限定りんご風味
- 信州限定栗鹿の子風味
- 東京限定バナナカスタード風味
- 静岡限定みかん風味
- 静岡限定黒みつきなこ風味
- 中部・北陸限定あんこ風味
- 関西限定宇治抹茶味
- 瀬戸内限定柑橘ミックス
- 九州限定むらさきいも風味
- 沖縄限定黒糖風味